# In the Red
In the Red Recordings es una compañía discográfica independiente de Los Ángeles creada por Larry Hardy en 1990. Es conocida por su apuesta por bandas de garage punk y garage rock.
Cuenta con distribución en Estados Unidos y en Europa (Francia, Italia, Países Bajos, Alemania, Suiza, Reino unido y Escandinavia).
Algunas bandas y artistas en el catálogo de In the Red son The Ponys, The Intelligence, The Dirtbombs, The Deadly Snakes, Sparks, Andre Williams, Black Lips, Jay Reatard, LAMPS, Pussy Galore, Boss Hog, Jon Spencer Blues Explosion, Country Teasers,  The King Khan & BBQ Show, Panther Burns, The Demon's Claws, Vivian Girls, Speedball Baby y Sonic Chicken 4.